# 蒙塔谢-维勒加尔丹
蒙塔谢-维勒加尔丹（法語：Montacher-Villegardin，法語發音：[mɔ̃taʃe vilɡaʁdɛ̃]）是法国勃艮第-弗朗什-孔泰大区约讷省的一个市镇，位于该省西北部，属于桑斯区。该市镇于1964年由原市镇蒙塔谢（Montacher）和维勒加尔丹（Villegardin）合并而成。

## 地理
蒙塔谢-维勒加尔丹（48°10'21"N, 3°1'45"E）面积29.2 平方千米，位于法国勃艮第-弗朗什-孔泰大區约讷省，该省份为法国中北部内陆省份，西接卢瓦雷省，西北接塞纳-马恩省，南至涅夫勒省，东临科多尔省，东北与奥布省接壤。
与蒙塔谢-维勒加尔丹接壤的市镇（或旧市镇、城区）包括：多洛、多马、莱-贝特河畔巴尔佐谢、拉贝利奥勒、谢鲁瓦、茹伊、圣瓦莱里安。

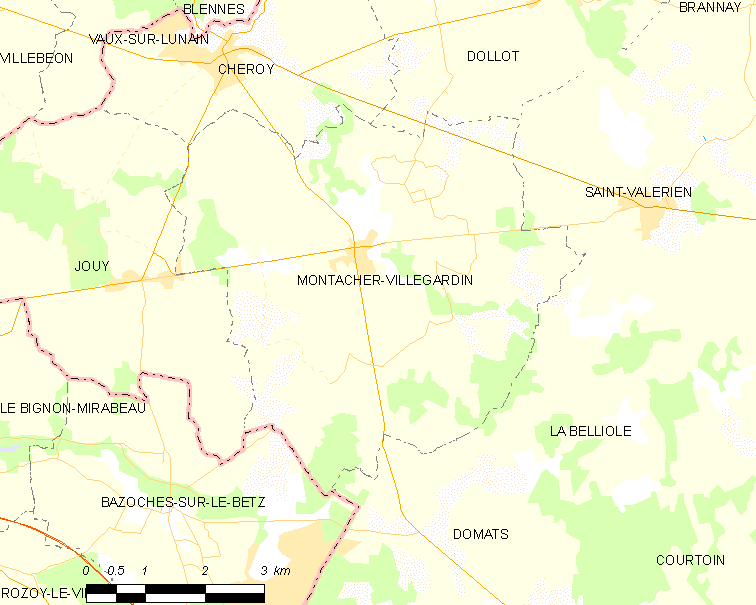
蒙塔谢-维勒加尔丹的OSM定位图

蒙塔谢-维勒加尔丹的时区为UTC+01:00、UTC+02:00（夏令时）。

## 行政
蒙塔谢-维勒加尔丹的邮政编码为89150，INSEE市镇编码为89264。

## 政治
蒙塔谢-维勒加尔丹所属的省级选区为勃艮第地区加蒂奈县。

## 人口

1962-2008年间蒙塔谢-维勒加尔丹人口变化图示

蒙塔谢-维勒加尔丹于2022年1月1日时的人口数量为719人。